# Дослід Ву

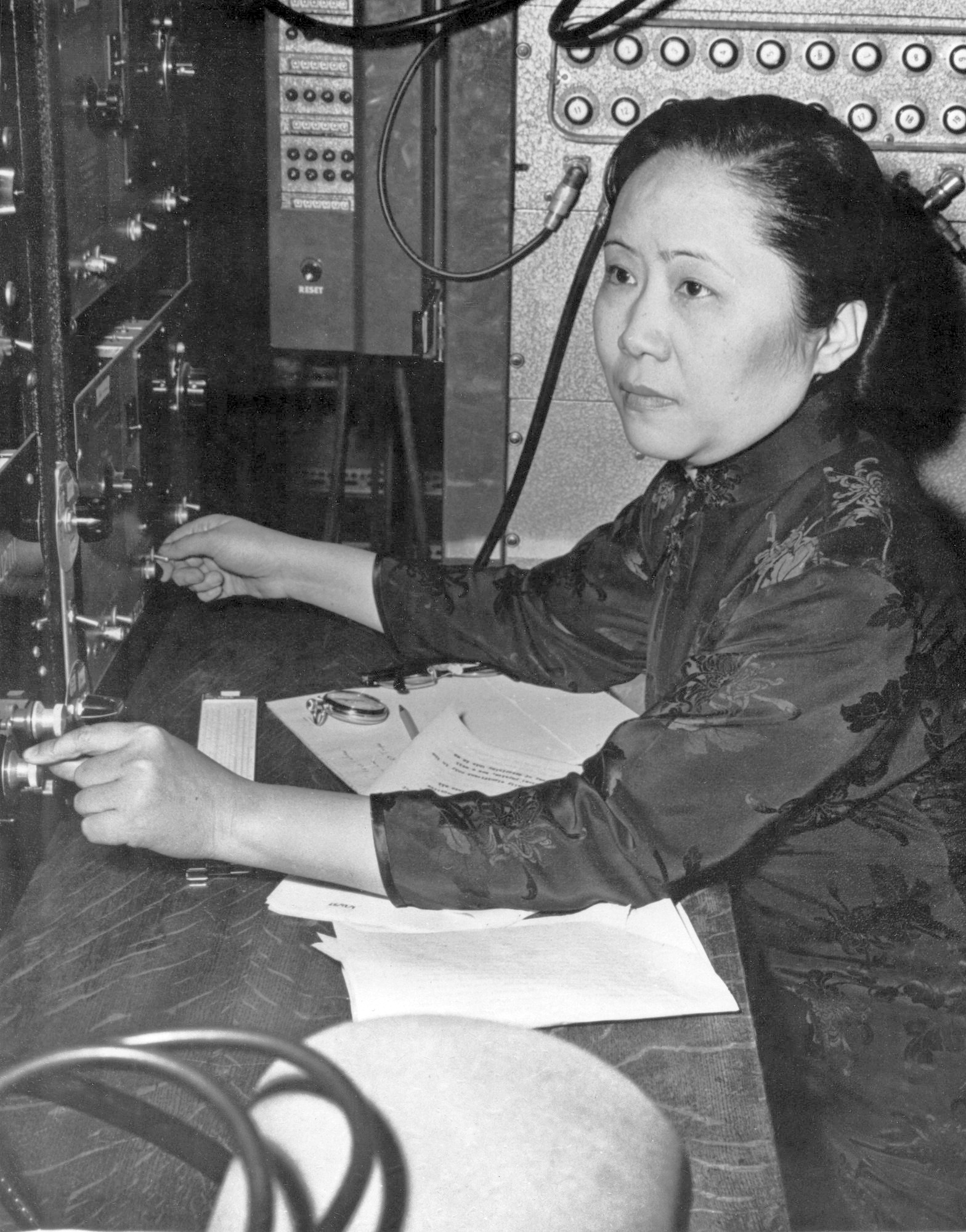
Цзяньсюн Ву, на честь якої названо дослід Ву, спланувала дослід і очолила групу дослідників, яка 1956 року провела перевірку збереження парності

Дослід Ву — експеримент у галузі фізики елементарних частинок та ядерної фізики, проведений 1956 року китайською та американською фізикинею Цзяньсюн Ву у співпраці з Лабораторією низьких температур Національного бюро стандартів США. Метою досліду було встановити, чи зберігається парність (P-парність), встановлена раніше в електромагнітних і сильних взаємодіях, також для слабкої взаємодії, чи ні. Якщо P-парність була б істинною величиною, що зберігається, то дзеркальна версія світу (де ліве замінюється на праве, а праве — на ліве) поводилася б як дзеркальне відображення справжнього світу. Якщо ж P-парність порушувалася б, можна було б відрізняти дзеркальну версію світу і дзеркальне відображення справжнього світу. Дослід полягав у спостереженні розподілу напрямків вильоту електронів з ядер кобальту-60 при бета-розпаді в умовах дуже низької температури і сильного магнітного поля. У ньому виявлено асиметрію розподілу бета-часток, що вилітають із джерела радіації.
Результати досліду показали, що збереження просторової парності порушується через слабку взаємодію, що дає можливість операційно визначати ліве й праве без прив'язки до макрооб'єктів реального світу. Цей результат не був очікуваним у фізичній спільноті, яка до цього вважала парність величиною, що зберігається. Цзундао Лі і Чженьнін Янг, фізики-теоретики, які започаткували ідею незбереження парності і запропонували цей експеримент, отримали за свою теоретичну роботу Нобелівську премію з фізики 1957 року. Роль Ву Цзяньсюн у відкритті згадано в нобелівській промові, але її відзначено аж 1978 року, коли їй вперше присудили премію Вольфа.

## Історія
1927 року Юджин Вігнер формалізував принцип збереження парності (P-парності) — ідею про те, що справжній світ і світ, побудований як його дзеркальне відображення, будуть поводитися однаково, з тією різницею, що ліве і праве будуть перевернуті (наприклад, годинник, що йде за годинниковою стрілкою, у дзеркальному світі обертатиметься проти годинникової стрілки).
Цей принцип був широко прийнятий фізиками, а збереження P-парності експериментально підтвердили в електромагнітних та сильних взаємодіях. Проте в середині 1950-х років деякі розпади за участю каонів не можна було пояснити чинними теоріями, в яких передбачалося, що P-парність зберігається. Здавалося, що існує два типи каонів: один розпадається на два піони, а інший — на три піони. Цей ефект отримав назву τ — θ-парадокс .
Цзундао Лі та Чженьнін Янг започаткували ідею незбереження парності. Вони проаналізували літературу щодо збереження парності у всіх фундаментальних взаємодіях і дійшли висновку, що в разі слабкої взаємодії експериментальні дані не підтверджують і не спростовують наявності P-симетрії. Невдовзі вони звернулися до Цзяньсюн Ву, експертки зі спектроскопії бета-розпаду, з різними ідеями для експериментів. Вони зупинилися на ідеї перевірити спрямованість бета-розпаду в кобальті-60. Ву усвідомила потенціал революційного експерименту і, бажаючи випередити решту фізичної спільноти, взялася до роботи наприкінці травня 1956 року, скасувавши заплановану поїздку зі своїм чоловіком до Женеви та на Далекий Схід. Більшість фізиків, включно з її близьким другом Вольфгангом Паулі, вважали це за неможливе. Інший відомий вчений, Річард Фейнман, побився об заклад 10 000 до 1 з фізиком Норманом Рамзеєм на провал експерименту; дізнавшись про його результати, він домовився на п'ятдесят доларів — суму, яку він пізніше заплатить Рамзею на Рочестерській конференції.
Ву, щоб провести свій експеримент, довелося зв'язатися з Генрі Бурсом і Марком Земанським, які мали значний досвід у фізиці низьких температур. На прохання Бурса і Земанського Ву зв'язалася з Ернестом Амблером із Національного бюро стандартів для допомоги в організації експерименту, який мав відбутися 1956 року в Лабораторії низьких температур Національного бюро стандартів. У грудні 1956 року, після кількох місяців роботи та подолання технічних труднощів, команда Ву встановила асиметрію, яка вказує на порушення парності.
Лі та Янга, які ініціювали дослід Ву, за їхню теоретичну працю нагороджено Нобелівською премією з фізики 1957 року, невдовзі після проведення експерименту. Роль Ву у відкритті згадано в промові під час вручення премії. Вольфганг Паулі, Янг, Лі та багато інших учених були обурені таким рішенням Нобелівського комітету, а лауреат Нобелівської премії 1988 Джек Штайнбергер назвав це найбільшою помилкою в історії Нобелівського комітету. 1978 року Ву присуджено першу премію Вольфа.

## Теорія
Якщо конкретна взаємодія зберігає P-симетрію, це означає, що, якщо поміняти місцями ліве і праве, то взаємодія поводитиметься так само, як і до обміну. Інакше кажучи — можна припустити, що сконструйовано два світи, які відрізняються лише парністю — «реальний» світ і «дзеркальний» світ, де ліве і праве обмінюються місцями. Якщо взаємодія симетрична відносно просторової парності, вона приводить до однакових результатів у обох «світах». Метою досліду Ву було визначити, зберігається чи порушується P-парність у слабкій взаємодії, дослідивши напрям руху продуктів розпаду кобальту-60. Якби розпад відбувався у виділеному напрямку, це означало б порушення парності, оскільки, якби слабка взаємодія зберігало парність, то продукти розпаду мали б випускатися рівноймовірно у всіх напрямах. Як писали Ву зі співавторами:

Якщо спостерігається асиметрія у розподілі між θ і 180°−θ (де θ — кут між орієнтацією батьківських ядер та імпульсом електронів), це дає однозначне доведення того, що парність при бета-розпаді не зберігається.Оригінальний текст (англ.)
[If an asymmetry in the distribution between θ and 180° − θ (where θ is the angle between the orientation of the parent nuclei and the momentum of the electrons) is observed, it provides unequivocal proof that parity is not conserved in beta decay.] Помилка: {{Lang}}: текст вже має курсивний шрифт (допомога)

Причина цього полягає в тому, що ядро кобальту-60 має спін, а спин не змінює свого напрямку при заміні парності, оскільки кутовий момент — це аксіальний вектор. З іншого боку, напрямок, у якому продукти розпаду розлітаються, залежить від парності, оскільки імпульс — це полярний вектор. Іншими словами, якби в «реальному» світі ядерний спін кобальту-60 і розліт продуктів розпаду мали приблизно один напрям, то в «дзеркальному» світі вони мали б приблизно протилежні напрями, тому що напрямок розльоту продуктів розпаду змінився б, а напрямок спіну — ні.
Це покаже явну відмінність у поведінці слабкої взаємодії в обох «світах», і, отже, слабку взаємодію не можна буде назвати симетричною відносно парності. Єдине, що підтвердило б симетричність слабкої взаємодії за парністю, — якби не було переваги в напрямку розльоту отриманих частинок, тому що тоді зміна напрямку в «дзеркальному» світі не виглядала б інакше, ніж у «реальному» світі, бо там у будь-якому разі була рівна кількість продуктів розпаду, що розлетілися, в обох напямках.

## Експеримент

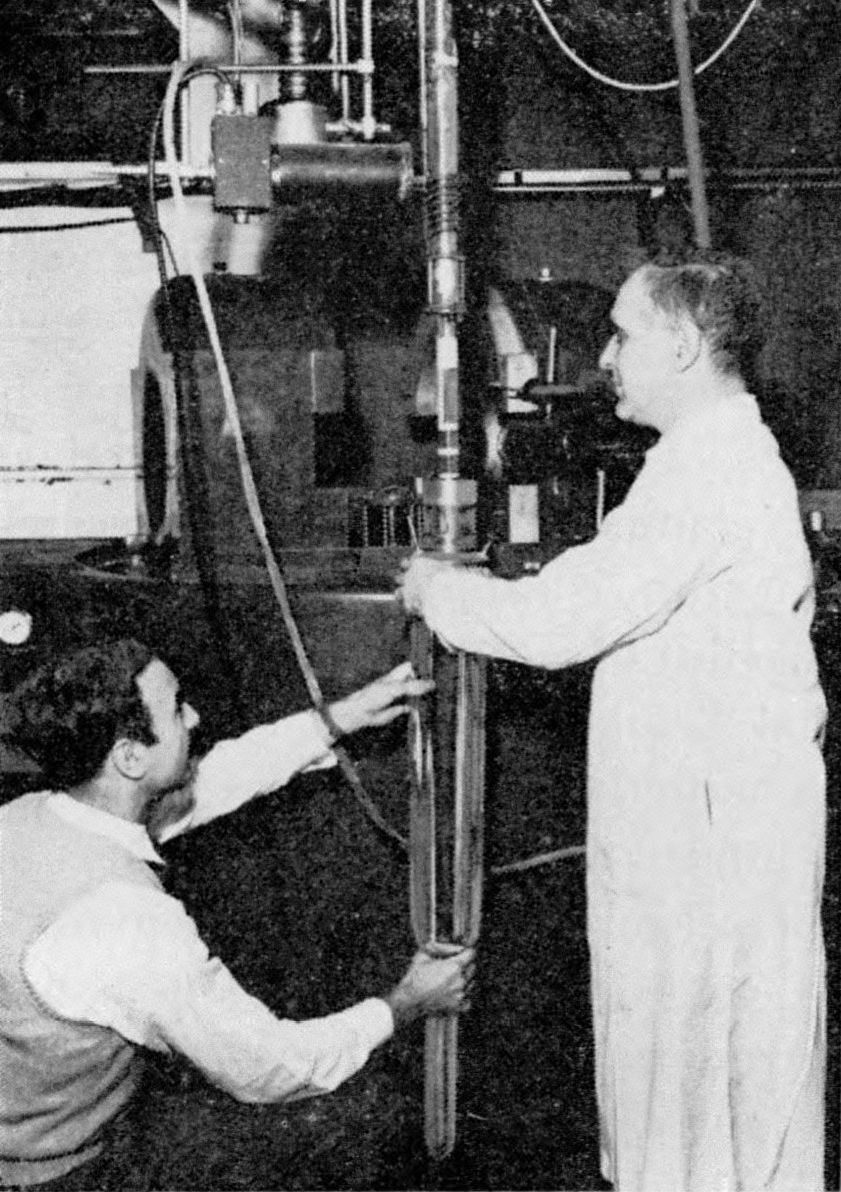
Дослід Ву, проведений у «Лабораторії низьких температур» Бюро стандартів (Вашингтон, округ Колумбія), 1956 року. Вертикальна вакуумна камера, що містить кобальт-60, детектори й котушку індуктивності, поміщаються в посудину Дьюара перед тим, як вставити у великий електромагніт (на задньому плані), який охолодить радіоізотоп до близької до абсолютного нуля температури за рахунок адіабатного розмагнічування

В експерименті відстежувався розпад атомів кобальту-60 (60Co), спіни яких вирівняно однорідним магнітним полем (поляризаційним полем), охолоджених майже до абсолютного нуля, так що теплові флуктуації не порушували вирівнювання спінів. Кобальт-60 є нестабільним ізотоп кобальту, який зазнає бета-розпаду до стабільного ізотопу нікель-60 (60Ni). Під час цього розпаду один із нейтронів у ядрі кобальту-60 розпадається на протон, випромінюючи електрон (e−) та електронне антинейтрино (νe). Утворене ядро нікелю, проте, перебуває в збудженому стані і швидко переходить у свій основний стан, випускаючи два кванти гамма-випромінювання (γ). Звідси загальне рівняння ядерної реакції:
{\displaystyle {}_{27}^{60}{\text{Co}}\rightarrow {}_{28}^{60}{\text{Ni}}+e^{-}+{\bar {\nu }}_{e}+2{\gamma }}
Гамма-промені — це фотони, тому їх випромінювання ядром нікелю-60 є електромагнітним процесом. Це важливо, оскільки відомо, що електромагнітні процеси зберігають парність, тому вони випромінюються приблизно однаково в усіх напрямках, тобто їх розподіл приблизно «ізотропний». Отже, розподіл електронів, що випускаються, можна порівняти з розподілом випромінюваних гамма-променів, щоб установити, чи випускаються вони також ізотропно. Іншими словами, розподіл гамма-променів слугував контрольним експериментом для порівняння з розподілом електронів, що випускаються. Ще одна перевага гамма-променів полягала в знанні ступеня, до якого вони були розподілені не ідеально рівномірно у всіх напрямках («анізотропії» їх розподілу), і дозволяло визначити ступінь вирівнювання ядерних спінів кобальту-60. Якби ядра кобальту-60 взагалі не були вирівняні, то, незалежно від розподілу електронної емісії, експеримент не виявив би анізотропії. Це пов'язано з довільною орієнтацією ядер: у цьому випадку емісія електронів буде випадковою, і експеримент виявить рівну кількість електронів у всіх напрямках, навіть якщо вони випускаються кожним окремим ядром тільки в одному напрямку.
Потім у досліді підраховувалася швидкість випромінювання гамма-квантів та електронів у двох різних напрямках та порівнювалися їх значення. Ця швидкість вимірювалася як функція часу і з поляризаційним полем, орієнтованим у протилежних напрямках. Якби швидкості підрахунку електронів і гамма-променів не відрізнялися істотно, це свідчило б про збереження P-парності за рахунок слабкої взаємодії. Якщо, однак, швидкості підрахунку істотно відрізняються, то з'являються вагомі докази того, що в слабкій взаємодії P-парність дійсно порушується.

### Матеріали та методи

Схема досліду Ву

Завдання цього експерименту полягала в тому, щоб отримати максимально можливу поляризацію ядер 60Co. Через дуже малі магнітні моменти ядер, порівняно з електронами, були потрібні сильні магнітні поля за надзвичайно низьких температур, значно нижчих, ніж можна було б досягти тільки охолодженням рідким гелієм. Низьких температур досягнуто методом адіабатного розмагнічування. Радіоактивний кобальт нанесли у вигляді тонкого поверхневого шару на кристал нітрату церію-магнію, парамагнітної солі з дуже анізотропним g-фактором Ланде.
Сіль намагнічувалася вздовж осі, що має більший g-фактор, а температура знижувалася до 1,2 К відкачуванням пари гелію до низького тиску. Вимкнення горизонтального магнітного поля спричиняло зниження температури приблизно до 0,003 K. Горизонтальний магніт був відкритим, даючи місце вертикальному соленоїду, який можна було ввести й увімкнути, щоб вирівняти магнітні моменти ядер кобальту, спрямовані вгору або вниз. Магнітне поле соленоїда лише трохи підвищувало температуру, оскільки його магнітне поле було зорієнтоване в напрямку низького g-фактора. Цей метод досягнення високої поляризації ядер 60Co винайшли Ґортер і Роуз.
Детектування гамма-променів контролювалося за допомогою екваторіальних та полярних лічильників, які використовують для вимірювання поляризації. Протягом наступних 15 хвилин, у міру того, як кристал нагрівався і зникала анізотропія, безперервно відстежували поляризацію гамма-випромінювання. Аналогічно, в процесі розігріву безперервно відстежували бета-випромінювання.

### Отримані результати

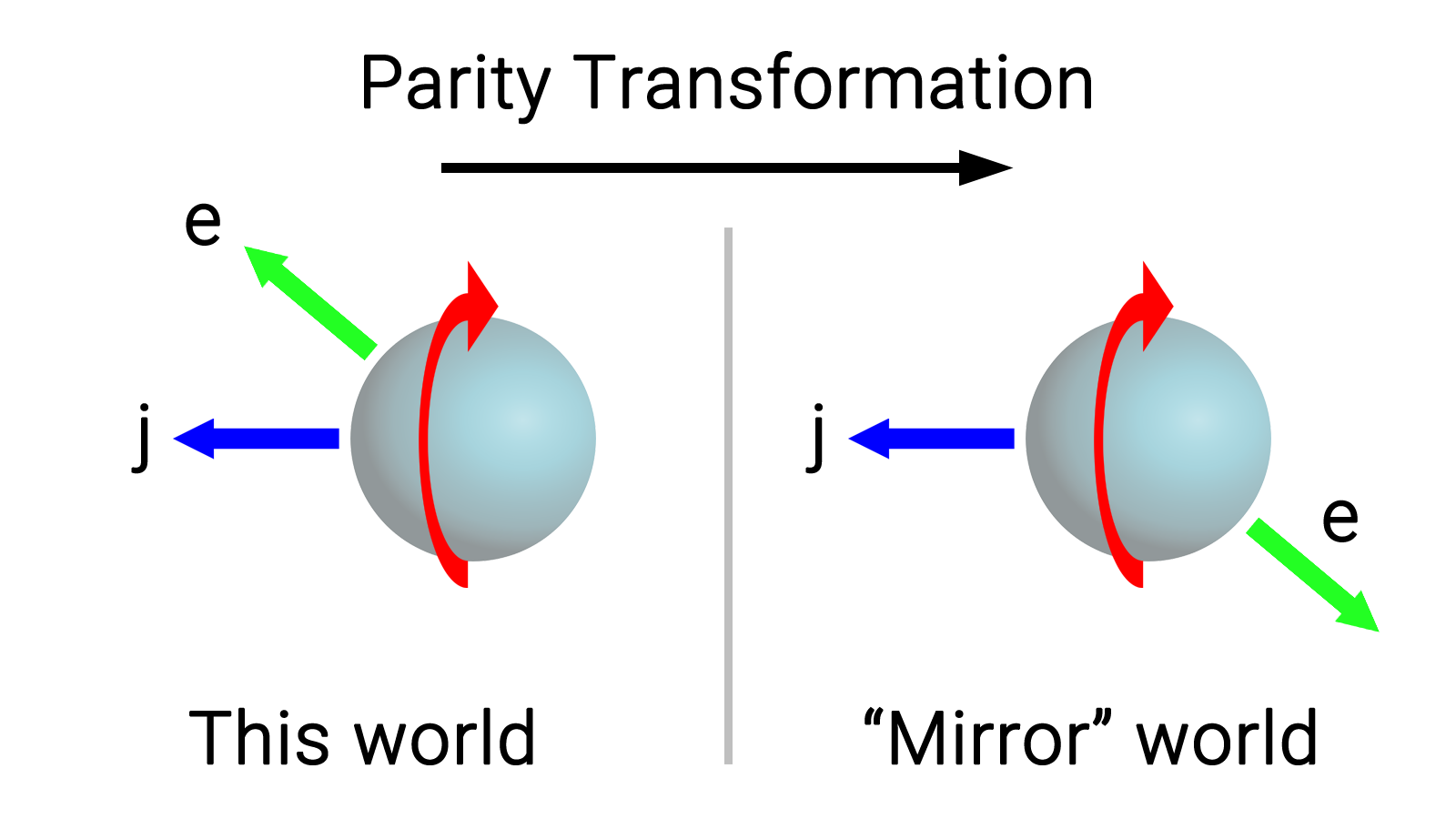
Результат досліду Ву, в якому атом кобальту з вектором спіну j випускає електрон e

У досліді, який провела Ву, спостерігалася анізотропія гамма-випромінювання, а також анізотропія бета-випромінювання до моменту розігріву системи (близько 6 хвилин), коли обидві анізотропії зникали. Якби при бета-розпаді парність зберігалася, то електрони, що випускаються, не мали б переважного напрямку розпаду відносно орієнтації ядерного спіну, і асиметрія щодо напрямку розльоту була б близькою до її значення для гамма-променів. Однак Ву зауважила, що електрони випускалися в напрямку, переважно протилежному до напрямку випромінювання гамма-променів, з асиметрією, значно більшою, ніж значення анізотропії гамма-променів. Тобто, більшість електронів мали дуже специфічний напрямок розльоту, прямо протилежний напрямку ядерного спіну. Спостережувана електронна асиметрія також не змінювала знаку при зміні поляризаційного поля на протилежне, що означає, що асиметрія не була викликаною залишковою намагніченістю зразків. Пізніше встановлено, що порушення парності було максимальним.
Результати дуже здивували фізичну спільноту. Потім кілька дослідників спробували відтворити результати групи Ву, тоді як інші відреагували на результати з недовірою. Вольфганг Паулі, отримавши повідомлення від Жоржа М. Теммера, який також працював у Національному бюро стандартів, що збереження парності більше не можна вважати істинним у всіх випадках, вигукнув: «Це повна нісенітниця!». Теммер запевнив його, що це підтверджено експериментом, на що Паулі коротко відповів: «Тоді це потрібно повторити!». До кінця 1957 року подальші дослідження підтвердили початкові результати групи Ву, і порушення P-парності було твердо встановлено.

## Механізм та наслідки

Діаграма Фейнмана для -розпаду нейтрона на протон, електрон та електронне антинейтрино через проміжний -бозон

Результати досліду Ву дозволяють операційно визначити поняття лівого та правого. Цю відмінність закладено в природі слабкої взаємодії. Раніше, якби вчені на Землі спілкувалися зі вченими на нещодавно відкритій планеті, і вони ніколи не зустрічалися б особисто, кожна група не могла б однозначно визначити лівий та правий боки іншої групи. За допомогою експерименту Ву можна повідомити іншій групі, що слова «лівий» і «правий» визначені точно і недвозначно. Експеримент Ву нарешті вирішив проблему Озми, яка полягає в тому, щоб дати однозначне визначення лівого та правого з наукового погляду.
На фундаментальному рівні (як показано на діаграмі Фейнмана праворуч) бета-розпад викликається перетворенням від'ємно заряджених (−1/3 e) кварків шляхом W-бозона з подальшим розпадом його на електрон та антинейтрино:
d → 
u + e− +
ν
e.
Кварк має ліву (від'ємна хіральність) і праву (додатна хіральність) частини. Коли він рухається у просторі-часі, він коливається між цими станами, переходячи від правої частини до лівої, і навпаки. З аналізу демонстрації порушення P-парності в досліді Ву можна дійти висновку, що лише ліві нижні кварки розпадаються, а в слабку взаємодію залучені лише ліві кварки і лептони (або праві антикварки і антилептони). Праві частинки просто не беруть участі в слабкій взаємодії. Якби нижній кварк не мав маси, він би не коливався, а його правий стан був би сам собою досить стабільним. Проте, оскільки нижній кварк масивний, він коливається і розпадається.
В цілому, оскільки {\displaystyle J_{\text{Co}}^{P}=5^{+}} (в атомних одиницях {\displaystyle \hbar =1}, P — позначає парність), то сильне магнітне поле вертикально поляризує ядра 60Co так, що {\displaystyle J_{z,{\text{Co}}}^{P}=J_{\text{Co}}^{P}=5^{+}}. Оскільки {\displaystyle J_{\text{Ni}}^{P}=4^{+}} і розпад зберігає кутовий момент, то з {\displaystyle J_{z,{\text{Co}}}^{P}=J_{z,{\text{Ni}}}^{P}+J_{z,e^{-}}^{P}+J_{z,{\bar {\nu }}}^{P}=5^{+}} випливає, що {\displaystyle J_{z,e^{-}}^{P}=J_{z,\nu }^{P}=1/2^{+}}. Таким чином, концентрація бета-променів у від'ємному напрямку z вказала на появу лівих кварків та електронів. Із таких експериментів, як дослід Ву та дослід Ґольдгабера, було показано, що безмасові нейтрино мають бути лівими, а безмасові антинейтрино мають бути правими. Оскільки зараз відомо, що нейтрино мають невелику масу, було висловлено припущення, що можуть також існувати праві нейтрино і ліві антинейтрино. Ці нейтрино не взаємодіятимуть з лагранжіаном слабкої взаємодії і братимуть участь лише в гравітаційній взаємодії, можливо, утворюючи частину темної матерії у Всесвіті.

## Вплив
Відкриття Ву заклало основу для розробки стандартної моделі, оскільки модель ґрунтувалася на ідеї симетрії частинок, сил і того, як частинки іноді можуть порушувати цю симетрію. Широке висвітлення цього відкриття спонукало першовідкривача атомного розпаду Отто Роберта Фріша згадати, що люди в Прінстоні часто казали, що відкриття Ву було найзначнішим із часів досліду Майкельсона, який надихнув Ейнштейна на створення теорії відносності, тоді як американська асоціація AAUW назвала це відкриття розв'язком найбільшої загадки ядерної фізики. Крім демонстрації характеристики, що відрізняє слабку взаємодію від трьох інших фундаментальних сил взаємодії, подальші дослідження зрештою привели до загального порушення CP-інваріантності або порушення симетрії зарядового спряження. Це порушення означало, що дослідники могли відрізнити матерію від антиматерії і знайти розв'язок, який пояснив би, чому Всесвіт заповнений тільки матерією, а не антиматерією. Це пов'язано з тим, що відсутність симетрії дала б можливість існування дисбалансу матерії та антиматерії, який дозволив би матерії існувати нині через Великий вибух. 1957 року Лі та Янга, на знак визнання їхньої теоретичної роботи, відзначено Нобелівської премії з фізики. Нобелівський лауреат Абдус Салам пожартував, запитав колеги-літературознавця:
…чи якийсь античний письменник розглядав гігантів лише з лівим оком. Той зізнався, що однооких гігантів описано, і надав мені їх повний список; але вони завжди [як циклопи <..>] хизуються своїм самотнім оком посередині чола. Ми виявили, що світ — це слабкий гігант із лівим оком.Оригінальний текст (англ.)
If any classical writer had ever considered giants with only the left eye. He confessed that one-eyed giants have been described and supplied me with a full list of them; but they always [like Cyclops <..>] sport their solitary eye in the middle of the forehead. What we have found is that space is a weak left-eyed giant.